# Juri Stumpf
Juri Stumpf (* 10. Februar 1966 in Nowosibirsk, Russische SFSR) ist ein ehemaliger deutscher Eishockeyspieler, der auf der Position des Verteidigers spielte. In der höchsten deutschen Spielklasse war er für Eintracht Frankfurt, Hedos München und die Eisbären Berlin aktiv.

## Karriere
In der Saison 1988/89 spielte Juri Stumpf für den EHC Wolfsburg in der 2. Bundesliga. Zur folgenden Spielzeit schnürte er für Eintracht Frankfurt in der 1. Bundesliga die Schlittschuhe und wechselte nach einer Saison ligaintern zum EC Hedos München. In der Saison 1991/92 schloss er sich dem EHC Dynamo Berlin aus der 2. Bundesliga an, mit dem er am Saisonende den Aufstieg in die höchste Spielklasse gelang. Bis zum Saisonende 1995/96 spielte er für die Hauptstädter – mittlerweile als Eisbären Berlin – in der 1. Bundesliga bzw. später der DEL.
1996 wechselte er in die zweithöchste Spielklasse zum EHC Neuwied, mit dem er 1997 den DEB Ligapokal sowie 1997 und 1998 die Meisterschaft der 1. Liga gewinnen konnte. Während der Saison 1999/2000 musste der EHC Neuwied Insolvenz anmelden und Stumpf beendete die Saison beim Ligakonkurrent SC Bietigheim-Bissingen, bevor er seine aktive Laufbahn 2000/01 bei den Heilbronner Falken beendete.

## Erfolge und Auszeichnungen
- Meister der 2. Bundesliga 1991/92
- DEB-Ligapokalsieger 1997
- Meister der 1. Liga 1997
- Meister der 1. Liga 1998